# Naziha ad-Dulajmi
Naziha Jawdet Ashgah al-Dulaimi (ur. 1923 w Bagdadzie, zm. 9 października 2007 w Herdecke) – była wczesną pionierką irackiego ruchu feministycznego. 10 marca 1952 stała się współzałożycielką i pierwszą prezeską Irackiej Ligi Kobiet. Była również pierwszą kobietą-ministrem we współczesnej historii Iraku i pierwszą kobietą-ministrem w świecie arabskim.

## Biografia
Urodziła się w 1923 roku w Badgadzie. Studiowała medycynę w Royal College of Medicine, który później wszedł w skład University of Bagdad. W tym czasie była jedną z niewielu studentek medycyny. Na studiach dołączyła do „Stowarzyszenia kobiet na rzecz zwalczania faszyzmu i nazizmu” i aktywnie uczestniczyła w jego pracy. Później, kiedy stowarzyszenie zmieniło nazwę na „Stowarzyszenie Irakijskich Kobiet”, stała się członkiem komitetu wykonawczego.
W 1941 roku ukończyła studia medyczne. Po ukończeniu studiów została powołana do Szpitala Królewskiego w Bagdadzie, a następnie przeniesiona do Szpitala Karkh. Przez cały ten czas była nękana przez aparat bezpieczeństwa monarchii z powodu jej współczucia dla biednych i bezpłatnego leczenia, które zaoferowała im w swojej klinice w dzielnicy Shawakah. Przeniesiona do Sulaimaniyah (w Kurdystanie), jej klinika ponownie stała się schronieniem dla pacjentów bez środków do życia, którzy otrzymali jej opiekę i wsparcie za darmo.
W 1948 roku wstąpiła do Irackiej Partii Komunistyczej, która była zaangażowana w walkę z panującą w Iraku monarchią.
W 1952 roku napisała książkę The Iraqi Woman. Opisała w niej kobiety należące do klasy al-fallahin (pochodzenia wiejskiego), które według niej były pozbawione wszelkich praw i zniewolone zarówno przez mężczyzn jak i opresję klasową. Opisywała jednak również kobiety z wyższych klas, których status materialny był inny, ale nadał były traktowane przez mężczyzn jak własność, a nie jak pełnoprawne osoby.
Próbowała ożywić Stowarzyszenie Kobiet Irakijskich i, wspierana przez dziesiątki kobiet działaczy, zwróciła się do władz o utworzenie „Stowarzyszenia Wyzwolenia Kobiet”. W oczekiwaniu na akceptację organizacja mogła legalnie prowadzić działania. Wniosek został jednak odrzucony. W odpowiedzi sygnatariusze pod przewodnictwem dr Naziha postanowili mimo wszystko założyć tę organizację, choć potajemnie, po zmianie nazwy na Ligę Obrony Praw Irakijskiej Kobiety. W ten sposób Liga powstała 10 marca 1952 r. Do celów Ligi należały:
- Walka o pokój, wyzwolenie narodowe i demokracje.
- Obrona praw i równości kobiet w Iraku.
- Ochrona dzieci irackich.

Dzięki zaangażowaniu Dr Naziha i Ligi w Rewolucję z 1958 roku znaczenie Ligi znacząco wzrosło. Po trzech konferencjach w latach 1959-1961 liczba członków organizacji wzrosła do 42 tysięcy.
Iracka Liga Kobiet stała się stałym członkiem Międzynarodowej Federacji Kobiet (IWF). Natomiast dr Naziha została wybrana do zgromadzenia i zarządu Federacji, a później stała się wiceprezesem tej międzynarodowej organizacji.
Miała również zasługi jako lekarz. W latach 50. XX wieku brała udział w badaniu i zwalczaniu rdzennych bakterii Bejel w południowym Iraku.
W 1959, po obaleniu monarchii, prezydent Abd al-Karim Qasim wybrał ją na stanowisko ministra gmin w rządzie. Jako jedynego, formalnego członka IPK w jego republikańskim rządzie. Stała się tym samym pierwszą kobietą-ministrem we współczesnej historii Iraku, jak również pierwszą kobietą-ministrem w świecie arabskim. Objęła stanowisko ministra stanu w późniejszym składzie gabinetu.
Podczas swojej rządowej kariery Al-Dulaimi odegrała kluczową rolę w przekształceniu ogromnych slumsów wschodniego Bagdadu w ogromny projekt robót publicznych i mieszkaniowych, który stał się znany jako Miasto Thawra (Rewolucja) - obecnie Miasto Sadr. Współtworzyła również świeckie prawa obywatelskie z 1959, które wyprzedziło swój czas w liberalizacji prawa dotyczącego małżeństw i dziedziczenia z korzyścią dla irackich kobiet.
W latach 70. wyemigrowała do Niemiec. Nawet w latach 90. nie zaprzestała pracy w ruchu kobiecym, szczególnie w Irakijskiej Lidze Kobiet. Ostatnim ważnym wydarzeniem, w którym aktywnie uczestniczyła, było seminarium na temat sytuacji kobiet irackich, które odbyło się w 1999 r. w Kolonii w Niemczech.
Brała udział w przygotowaniach do 5. Kongresu Irackiej Ligi Kobiet, ale przed jego zwołaniem (w marcu 2002) doznała udaru, w efekcie którego została sparaliżowana.
Zmarła 9 października 2007 w Herdecke w Niemczech, w wieku 84 lat.